# تشارلز-إدوارد كامبو
تشارلز-إدوارد كامبو هو مهندس وسياسي كندي، ولد في 24 أبريل 1916 في مونتريال في كندا، وتوفي بنفس المكان في 20 مارس 1992. نشط حزبياً في الحزب الكندي التقدمي المحافظ. وقد انتخب عضو مجلس العموم الكندي.